# Tatiana Merino
Tatiana del Pilar Merino Moya (Talcahuano, 19 de febrero de 1966) es una vedette y actriz chilena.
Hija de Nilda Moya —intérprete de la popular canción «La pirilacha»—, Tatiana Merino debutó como vedette en el ahora desaparecido Teatro Picaresque en octubre de 1983.
Siguiendo el consejo de su madre de perfeccionarse profesionalmente, estudió canto con Ricardo Álvarez y teatro con Fernando González. Como actriz, Merino formó parte del elenco de la película Garrincha. Estrella solitaria (2003). En televisión, participó recurrentemente en las series Infieles y Lo que callamos las mujeres, ambas de Chilevisión.